# Touch (mangá)
Touch (タッチ) é um mangá de beisebol escrito e ilustrado por Mitsuru Adachi. Ele foi lançado na revista semanal Shonen Sunday entre 1981 e 1986. O mangá também foi adaptado para anime, e foi uma das séries de maior audiência de todos os tempos. Foram produzidos três filmes que resumem a série de TV, dois especiais de TV que acontecem após os eventos na série original, um drama live-action e um filme live-action lançado em 2005.

## Personagens
- Tatsuya Uesugi (上杉 達也) - Yūji Mitsuya
- Kazuya Uesugi (上杉 和也) - Keiichi Nanba
- Minami Asakura (浅倉 南) - Noriko Hidaka
- Toshio Asakura (浅倉 俊夫) - Hiroshi Masuoka
- Kōtarō Matsudaira (松平 孝太郎) - Shōzō Hayashiya
- Shōhei Harada - Banjō Ginga
- Akio Nitta (新田 明男) - Kazuhiko Inoue
- Yuka Nitta (新田 由加) - Miina Tominaga
- Isami Nishimura (西村 勇) - Ryūsei Nakao
- Eijirō Kashiwaba (柏葉 英二郎) - Hideyuki Tanaka
- Shigenori Nishio (西尾 茂則) - Kōichi Kitamura
- Sachiko Nishio (西尾 佐知子) - Hiromi Tsuru
- Takeshi Kuroki (黒木 武) - Kaneto Shiozawa
- Takeshi Yoshida (吉田 剛) - Ryō Horikawa
- Sakata - Minoru Inaba
- Eiichirō Kashiwaba - Kenji Utsumi

## Anime
O anime estreou em 24 de março de 1985 e terminou em 22 de março de 1987, composta por 101 episódios no total. Foi um dos anime de televisão de maior audiência do Japão, atingindo mais de 30 pontos de audiência.

### Enredo
Kazuya e Tatsuya são irmãos gêmeos que cresceram com Minami Asakura, sua amiga de infância. Kazuya é um pitcher ás do time de sua escola. Minami e Kazuya são aceitos por todos como um casal que se encaixa perfeitamente. Tatsuya, por outro lado, é um preguiçoso, embora possa ter mais talento do que seu irmão, ele está disposto a permanecer nas sombras por causa dele. Mas quando se trata de Minami o que ele fará?

## Live-action
O filme foi lançado no Japão em 10 de setembro de 2005. Keita Saito estrelou como Kazuya Uesugi, Masami Nagasawa como Minami Asakura, e Saito Syota como Tatsuya Uesugi.

## Músicas temas

### Abertura
- Episódios 1-27: Touch, por Yoshimi Iwasaki
- Episódios 28-56: Ai ga Hitoribotchi, por Yoshimi Iwasaki
- Episódios 57-79: Che! Che! Che!, por Yoshimi Iwasaki
- Episódios 80-93: Hitoribotchi no Duet, por Yumekojo
- Episódios 94-101: Jōnetsu Monogatari, por Yoshimi Iwasaki

### Encerramento
- Episódios 1-27: Kimi ga Inakereba, por Yoshimi Iwasaki
- Episódios 28-62: Seishun, por Yoshimi Iwasaki
- Episódios 63-79: Yakusoku, por Yoshimi Iwasaki
- Episódios 80-101: Kimi wo Tobashita Gogo, por Yumekojo

## Recepção
Touch foi um dos vencedores do Shogakukan Manga Award em 1983, na categoria mangá shōnen ou shojo, junto com Miyuki. Em uma pesquisa realizada em 2005 pela TV Asahi sobre os 100 animes preferidos dos japoneses, Touch ficou em nono.